# ELVO
Řecký automobilový průmysl (řecky: Ελληνική Βιομηχανία Οχημάτων Α.Β.Ε. (ΕΛΒΟ), romanizováno: Ellinika Viomihanya Ohimaton (ELVO) je automobilová společnost. Společnost byla založena v roce 1972 pod názvem Steyr Hellas a svůj současný název převzala v roce 1987. Vyrábí především autobusy, nákladní auta, vojenská vozidla. Sídlo společnosti se nachází v Soluni.
Společnost získala izraelské konsorcium 14. února 2021.